# Thomas Pennington Lucas
Pour les articles homonymes, voir Lucas.
Thomas Pennington Lucas est un médecin et un entomologiste britannique, né le 13 avril 1843 à Dunbar et mort le 15 novembre 1917.
Il émigre en Australie en 1876 où il pratique la médecine. Il réalise une importante collection de papillons, aujourd’hui conservée au South Australian Museum. Son frère est le naturaliste Arthur Henry Shakespeare Lucas (1853-1936). Il devient membre en 1881 de la Société linnéenne de la Nouvelle Galles-du-Sud. Il fait paraître en 1914 un livre de poésie, Sacred Songs and Nature Pieces (Edwards, Dunlop & Co., Brisbane).

## Source
- Biographie de Bright Sparcs